# Paul Stewart
Paul Stewart (nacido Paul Sternberg; 13 de marzo de 1908 - 17 de febrero de 1986) fue un actor, director y productor estadounidense que trabajó en teatro, radio, cine y televisión. Con frecuencia interpretó personajes cínicos y siniestros a lo largo de su carrera.
Amigo y socio de Orson Welles durante muchos años, Stewart ayudó a Welles a conseguir su primer trabajo en la radio y fue productor asociado del célebre programa de radio "La guerra de los mundos", en el que también actuó. Stewart, uno de los actores del Mercury Theatre que hizo su debut cinematográfico en la histórica película de Welles Citizen Kane, interpretó al mayordomo y ayuda de cámara de Kane, Raymond. Apareció en 50 películas y actuó o dirigió unos 5.000 programas de radio y televisión.

## Biografía
Paul Stewart nació en Manhattan, Nueva York, el 13 de marzo de 1908, como Paul Sternberg. Sus padres eran Maurice D. Sternberg, vendedor y agente de crédito de un fabricante textil, y Nathalie C. (de soltera Nathanson) Sternberg; ambos nacieron en Minneapolis. Stewart asistió a una escuela pública y completó dos años en la Universidad de Columbia, estudiando derecho. Había obtenido el primer lugar en el Torneo de Teatro de Belasco en 1925 y se decidió por la carrera de actor.
Stewart comenzó su carrera teatral en Nueva York cuando era adolescente. Hizo su debut en Broadway en 1930, en Subway Express.Luego apareció en la obra de 1931, Two Seconds, adaptada al cine al año siguiente.
En 1932, después de dos créditos adicionales en Broadway, Stewart se mudó a Cincinnati y comenzó a trabajar en la estación de radio WLW. Allí, en 1928, el pionero de la radio Fred Smith había creado el programa Newscasting, que en 1931 se convirtió en la popular serie de noticias nacional, The March of Time. Durante 13 meses, Stewart trabajó en todos los aspectos de la producción de radio en WLW: actuación, locución, dirección, producción, escritura y creación de efectos de sonido. Cuando regresó a Nueva York estaba en The March of Time y era miembro del cuerpo de actores de élite de la radio.
En 1934, Stewart presentó a Orson Welles al director Knowles Entrikin, quien le dio a Welles su primer trabajo en la radio, en The American School of the Air. "Me presentaba a audiciones y nunca conseguí un trabajo hasta que conocí a Paul Stewart", recordó Welles. "Es un hombre encantador; durante años fue uno de los pilares principales de nuestras transmisiones de Mercury. No se le puede dar tanto crédito".
En marzo de 1935, Stewart vio la representación teatral de Welles en la obra en verso Panic de Archibald MacLeish y lo recomendó al director Homer Fickett. Welles fue audicionado y contratado para unirse a la compañía de repertorio que presentó The March of Time.
"Era como una sociedad anónima, cuyos miembros eran los aristócratas de esta relativamente nueva profesión de actuación radiofónica", escribió el también actor Joseph Julian. En ese momento, Julian tuvo que contentarse con ser una voz indistinguible en escenas de multitudes, envidiando este "círculo sagrado" que incluía a Stewart, Welles, Kenny Delmar, Arlene Francis, Gary Merrill, Agnes Moorehead, Jeanette Nolan, Everett Sloane, Richard Widmark, Art Carney, Ray Collins, Pedro de Córdoba, Ted de Corsia, Juano Hernández, Nancy Kelly, John McIntire, Jack Smart y Dwight Weist. The March of Time fue uno de los programas de radio más populares.
Stewart fue uno de los fundadores de la Federación Estadounidense de Artistas de Radio en agosto de 1937 y uno de sus funcionarios inaugurales. Llevaba el carnet número 39 en el sindicato y era delegado frecuente en la convención nacional. También fue miembro de la junta directiva del Sindicato de Actores de Cine y miembro del Sindicato de Directores de Estados Unidos y de la Academia de Artes y Ciencias Cinematográficas.
Stewart desempeñó varios papeles durante el memorable mandato de Welles como Lamont Cranston en La Sombra (septiembre de 1937-septiembre de 1938).
En 1938, Welles amplió el alcance del Mercury Theatre de Broadway a la radio con su serie de CBS, The Mercury Theatre on the Air, y Stewart se convirtió en su productor asociado. Además de desempeñar varios papeles en la serie dramática y su continuación patrocinada, The Campbell Playhouse, Stewart hizo contribuciones significativas a la célebre emisión, "La guerra de los mundos", como director de ensayo, actor y coguionista.
Welles dijo más tarde que Stewart merecía la mayor parte del crédito por la calidad de "La guerra de los mundos".
El 14 de enero de 1939, en Arlington, Virginia, Stewart se casó con la actriz y cantante Peg LaCentra (1910-1996), vocalista de la primera orquesta de Artie Shaw que trabajó en radio, cine y televisión. Ese septiembre Welles llamó a Stewart a Nueva York.
El papel más famoso de Stewart es su debut en la pantalla como Raymond, el cínico mayordomo en Citizen Kane (1941). La actriz Ruth Warrick, que interpretó a la primera esposa de Kane, recordó que Stewart le dijo en el estreno de la película en Nueva York: "A partir de esta noche, dondequiera que vayamos o hagamos lo que hagamos en nuestras vidas, siempre seremos identificados con el ciudadano Kane".
En el escenario, Stewart apareció en la aclamada producción de Native Son del Mercury Theatre, dirigida por Welles y producida por John Houseman en el Teatro Saint James del 24 de marzo al 28 de junio de 1941.
Durante la Segunda Guerra Mundial, Stewart sirvió en la Oficina de Información de Guerra con sede en Nueva York (1941-43) y narró documentales como The World at War (1942). Trabajó con John Houseman en la recién creada Voz de América (1942-1943), transmitiendo noticias, editoriales y comentarios de la prensa estadounidense, y citas de discursos destacados, a audiencias de Europa. Cuando Houseman prestó juramento de lealtad como ciudadano estadounidense en marzo de 1943, eligió a Stewart para que lo acompañara como testigo.
A Stewart se le dio permiso para ir a Hollywood para actuar en algunas películas de tiempos de guerra, incluida Mr. Lucky (1943), y trabajó como ladrón en The Mercury Wonder Show, un espectáculo de magia y variedades producido por Welles y Joseph Cotten como entretenimiento para elevar la moral de los soldados estadounidenses. Debido a su amplia experiencia en radio, el Secretario del Tesoro de los Estados Unidos, Henry Morgenthau Jr., pidió a Stewart que preparara programas de radio utilizados para promover la compra de bonos de guerra durante la Segunda Guerra Mundial. Produjo y dirigió la emisión del Préstamo de la Quinta Guerra de Welles desde el Hollywood Bowl el de junio de 1944 y produjo, dirigió y actuó en varios episodios patrióticos de la serie de radio Cavalcade of America.
Después de la guerra, Stewart empezó a trabajar para David O. Selznick y Dore Schary como escritor, director y productor, y dirigió pruebas de pantalla para Paramount Pictures. Los numerosos créditos cinematográficos de Stewart como actor incluyen The Window, Champion, Almas en la hoguera, Deadline - U.S.A., Cautivos del mal, The Juggler, Kiss Me Deadly, King Creole, A sangre fría, The Day of the Locust y WC Fields and Me, en la que interpretó a Florenz Ziegfeld.
En 1950, Stewart asumió el papel de Doc en la producción de Broadway de Joshua Logan de Mister Roberts, protagonizada por Henry Fonda.
Demócrata, hizo campaña a favor de Adlai Stevenson en las Elecciones presidenciales de Estados Unidos de 1952.
En televisión, los créditos como director de Stewart incluyen la serie sindicada Top Secret (1954-55), en la que coprotagonizó con la joven Gena Rowlands, y un episodio notable de la serie de televisión The Twilight Zone, "Little Girl Lost" (1962). Fue presentador, narrador y actor en la serie sindicada Deadline (1959–61) y apareció en episodios de The Ford Theatre Hour, Suspense, Playhouse 90, Alcoa Theatre, Alfred Hitchcock presenta, The Asphalt Jungle, Perry Mason, Dr. Kildare, Mannix, Misión imposible, Audacia es el juego ("LA 2017"), McMillan & Wife, Columbo, The Rockford Files, Lou Grant y Remington Steele, entre muchas otras series de televisión.
Orson Welles pidió a Stewart que desempeñara un papel en su película, Al otro lado del viento, rodada en la década de 1970 y que quedó inacabada hasta su estreno en 2018. Cuando Welles murió en su casa de Hollywood, California, el 10 de octubre de 1985, Stewart fue el primero de sus amigos en llegar.
Stewart murió a la edad de 77 años de insuficiencia cardíaca en el Centro Médico Cedars-Sinai de Los Ángeles el 17 de febrero de 1986, tras una larga enfermedad.
Había sufrido un ataque al corazón en 1974 durante las dos primeras semanas de rodaje del western de Richard Brooks, Bite the Bullet, en el que fue sustituido.
En la película RKO 281 de 1999, Paul Stewart fue interpretado por Adrian Schiller.

## Créditos de teatro
| Año  | Título                         | Papel                              | Notas                          |
| ---- | ------------------------------ | ---------------------------------- | ------------------------------ |
| 1930 | Subway Express                 | Pasajero                           | Teatro Liberty, Nueva York     |
| 1931 | Two Seconds                    | Primer reportero, primer detective | Ritz Theatre, Nueva York       |
| 1932 | East of Broadway               | Willie Posner                      | Belmont Theatre, Nueva York    |
| 1932 | Bulls, Bears and Asses         | Merwin                             | Playhouse Theatre, Nueva York  |
| 1938 | Wine of Choice                 | Leo Traub                          | Guild Theatre, Nueva York      |
| 1941 | Native Son                     | Periodista                         | Teatro Saint James, Nueva York |
| 1941 | Twilight Walk                  | —                                  | Fulton Theatre, Nueva York     |
| 1943 | The Mercury Wonder Show        | Barker                             | Hollywood, California          |
| 1950 | Mister Roberts                 | Doc                                | Alvin Theatre, Nueva York      |
| 1972 | The Caine Mutiny Court-Martial |                                    | Ahmanson Theatre, Los Angeles  |

## Créditos de radio
Paul Stewart actuó o dirigió 5.000 programas de radio y televisión, generalmente sin créditos.

### Actor
| Año  | Título                                 | Papel                                         | Notas                                        |
| ---- | -------------------------------------- | --------------------------------------------- | -------------------------------------------- |
| 1934 | The March of Time                      | Repertorio                                    | [ 11 ] [ 16 ] [ 30 ]                         |
| 1935 | The House of Glass                     | Whitey                                        | [ 47 ] [ 48 ]                                |
| 1936 | The Jack Pearl Show                    | Locutor                                       | [ 47 ] [ 49 ]                                |
| 1936 | Easy Aces                              | Johnny Sherwood                               | [ 50 ] [ 51 ] [ 52 ]                         |
| 1937 | La Sombra                              | Repertorio                                    | [ 19 ] [ 53 ]                                |
| 1938 | The Raleigh and Kool Cigarette Program | Locutor                                       | [ 54 ]                                       |
| 1938 | Life Can Be Beautiful                  | Gyp Mendoza                                   | [ 47 ]                                       |
| 1938 | The Mercury Theatre on the Air         | Paul Dantès                                   | "El conde de Montecristo"                    |
| 1938 | The Mercury Theatre on the Air         | Gogol                                         | "El hombre que fue jueves"                   |
| 1938 | The Mercury Theatre on the Air         | Locutor de estudio, tercer locutor de estudio | "La guerra de los mundos"                    |
| 1939 | Mr. District Attorney                  |                                               | [ 47 ]                                       |
| 1939 | The Campbell Playhouse                 | Repertory cast                                | "The Glass Key"                              |
| 1939 | The Campbell Playhouse                 | "Wickford Point"                              |                                              |
| 1939 | Arch Oboler's Plays                    |                                               | "Crazytown"                                  |
| 1939 | The Campbell Playhouse                 |                                               | "Ah, Wilderness!"                            |
| 1939 | The Campbell Playhouse                 | "American Cavalcade: The Things We Have"      |                                              |
| 1940 | The Campbell Playhouse                 |                                               | "Mr. Deeds Goes to Town"                     |
| 1940 | The Cavalcade of America               | Repertorio                                    | "The Raven Wins Texas"                       |
| 1941 | The Free Company                       |                                               | "His Honor, the Mayor"                       |
| 1941 | Great Moments from Great Plays         |                                               | "The Butter and Egg Man"                     |
| 1941 | Twenty-Six by Corwin                   |                                               | "The Log of the R-77"                        |
| 1941 | Twenty-Six by Corwin                   | "Daybreak"                                    |                                              |
| 1941 | Twenty-Six by Corwin                   | "Double Concerto"                             |                                              |
| 1941 | The Orson Welles Show                  |                                               | [ 13 ]                                       |
| 1941 | The Orson Welles Show                  | "Wild Oranges"                                |                                              |
| 1942 | Voz de América                         |                                               | Noticias de onda media en inglés para Europa |
| 1942 | This Is War                            |                                               | "It's in the Works"                          |
| 1942 | The Cavalcade of America               |                                               | "Yellow Jack"                                |
| 1942 | The Cavalcade of America               | "The Printer Was a Lady"                      |                                              |
| 1942 | The Cavalcade of America               | "A Tooth for Paul Revere"                     |                                              |
| 1942 | The Cavalcade of America               | "Man of Design"                               |                                              |
| 1942 | The Cavalcade of America               | "This Our Exile"                              |                                              |
| 1942 | The Cavalcade of America               | "Juarez: Thunder from the Mountains"          |                                              |
| 1942 | Suspense                               |                                               | "A Passage to Benares"                       |
| 1943 | Lights Out                             |                                               | "Until Dead"                                 |
| 1943 | The Cavalcade of America               |                                               | "Lifetide"                                   |
| 1943 | The Cavalcade of America               | "The Enemy is Listening"                      |                                              |
| 1943 | The Cavalcade of America               | "Make Way for the Lady"                       |                                              |
| 1943 | The Cavalcade of America               | "The Unsinkable Marblehead"                   |                                              |
| 1943 | The Cavalcade of America               | "Navy Doctor"                                 |                                              |
| 1943 | The Cavalcade of America               | "Check Your Heart at Home"                    |                                              |
| 1943 | Passport for Adams                     |                                               | 8 episodios de 30 minutos                    |
| 1943 | Brave Tomorrow                         | Reparto                                       | [ 67 ]                                       |
| 1946 | The Fat Man                            |                                               | [ 47 ]                                       |
| 1948 | Gang Busters                           |                                               | "The Case of the Collector"                  |
| 1949 | NBC University Theater of the Air      |                                               | "What Makes Sammy Run?"                      |
| 1950 | The MGM Theater of the Air             |                                               | "Public Hero No. 1"                          |
| 1950 | Rogue's Gallery                        | Richard Rogue                                 | 55 episodios                                 |
| 1954 | NBC Star Playhouse                     |                                               | "Por quién doblan las campanas"              |
| 1954 | You Were There                         |                                               | "Eight By Three By Two"                      |
| 1955 | You Were There                         |                                               | "The Way We Want It"                         |
| 1955 | You Were There                         |                                               | "Once Upon a Time"                           |

### Director, productor
| Year | Title                          | Notes |
| ---- | ------------------------------ | --- |
| 1938 | The Mercury Theatre on the Air | Productor asociado, director de ensayo; 22 episodios |
| 1938 | The Campbell Playhouse         | Productor asociado, director de ensayo; 56 episodios |
| 1943 | The Cavalcade of America       | Productor y director de episodios que incluyen los siguientes: "Navy Doctor", "Check Your Heart at Home", "U-Boat Prisoner", "Bullseye for Sammy", "Prelude to Glory", "The Purple Heart Comes to Free Meadows", "Junior Angel", "The Doctor Gets the Answer", "Spy on the Kilocycles", (solo director) |
| 1944 | The Fifth War Loan Drive       | Productor, director. Debido a su amplia experiencia en radio, Stewart fue llamado por el Secretario del Tesoro de los Estados Unidos Henry Morgenthau Jr. para preparar programas de radio utilizados para promover la compra de bonos de guerra durante la Segunda Guerra Mundial.                     |

## Créditos de cine y televisión

### Actor
| Año     | Título                                  | Papel                      | Notas                                                                                  |
| ------- | --------------------------------------- | -------------------------- | -------------------------------------------------------------------------------------- |
| 1937    | Ever Since Eve                          | Cliente de cóctel          | Sin acreditar                                                                          |
| 1940    | Citizen Kane trailer                    | Él mismo, Raymond          | Cortometraje                                                                           |
| 1941    | Citizen Kane                            | Raymond                    | Debut en una película                                                                  |
| 1942    | Johnny Eager                            | Julio                      | [ 73 ]                                                                                 |
| 1942    | The World at War                        | Narrador                   | Primer documental estrenado por la Oficina de Información de Guerra                    |
| 1943    | Mr. Lucky                               | Zepp                       | [ 73 ]                                                                                 |
| 1949    | The Window                              | Joe Kellerson              | [ 73 ]                                                                                 |
| 1949    | The Ford Theatre Hour                   | Paul Lawton                | Serie de televisión, "She Loves Me Not"                                                |
| 1944    | Government Girl                         | Branch Owens               | [ 73 ]                                                                                 |
| 1948    | Berlin Express                          | Narrator                   | Voz, sin acreditar                                                                     |
| 1949    | Champion                                | Tommy Haley                | [ 73 ]                                                                                 |
| 1949    | The Window                              | Joe Kellerson              |                                                                                        |
| 1949    | Illegal Entry                           | Zack Richards              | [ 73 ]                                                                                 |
| 1949    | Easy Living                             | Dan Argus                  | [ 73 ]                                                                                 |
| 1949    | Almas en la hoguera                     | Capt. [Major] "Doc" Kaiser | [ 73 ]                                                                                 |
| 1950    | Suspense                                | Sam Cragg                  | Serie de televisión, "1000 to One"                                                     |
| 1950    | Edge of Doom                            | Craig                      | [ 73 ]                                                                                 |
| 1950    | Walk Softly, Stranger                   | Whitey Lake                | [ 73 ]                                                                                 |
| 1950    | The Prudential Family Playhouse         | Max Wharton                | Serie de televisión, "Over 21"                                                         |
| 1951    | Appointment with Danger                 | Earl Boettinger            | [ 73 ]                                                                                 |
| 1951    | Lights Out                              |                            | Serie de televisión, "The Man with the Astrakhan Hat"                                  |
| 1951    | Faith Baldwin Romance Theatre           |                            | Serie de televisión, "Success Story"                                                   |
| 1952    | Deadline – U.S.A.                       | Harry Thompson             | [ 73 ]                                                                                 |
| 1952    | Carbine Williams                        | "Dutch" Kruger             | [ 73 ]                                                                                 |
| 1952    | Loan Shark                              | Lou Donelli                | [ 73 ]                                                                                 |
| 1952    | We're Not Married!                      | Stone, Eve's lawyer        | [ 73 ]                                                                                 |
| 1952    | Cautivos del mal                        | Syd Murphy                 | [ 73 ]                                                                                 |
| 1953    | The Juggler                             | Detective Karni            | [ 73 ]                                                                                 |
| 1953    | The Joe Louis Story                     | Tad McGeehan               | [ 73 ]                                                                                 |
| 1954    | Prisoner of War                         | Capt. Jack Hodges          | [ 73 ]                                                                                 |
| 1954    | Deep in My Heart                        | Bert Townsend              | [ 73 ]                                                                                 |
| 1954    | Inner Sanctum                           |                            | Serie de televisión, tres episodios                                                    |
| 1954–55 | Top Secret                              | Profesor Brand             | Serie de televisión, serie sindicada de 26 episodios coprotagonizada por Gena Rowlands |
| 1955    | Kiss Me Deadly                          | Carl Evello                | [ 73 ]                                                                                 |
| 1955    | The Cobweb                              | Dr. Otto Wolff             | [ 73 ]                                                                                 |
| 1955    | Chicago Syndicate                       | Arnold Valenti             | [ 73 ]                                                                                 |
| 1955    | TV Reader's Digest                      | Larry Sears                | Serie de televisión, "The Manufactured Clue"                                           |
| 1955    | 1955 Motion Picture Theatre Celebration | Él mismo                   | [ 79 ]                                                                                 |
| 1956    | Hell on Frisco Bay                      | Joe Lye                    | [ 73 ]                                                                                 |
| 1956    | Playhouse 90                            | Martin Hoeffer             | Serie de televisión, "Confession"                                                      |
| 1956    | The Wild Party                          | Ben Davis                  | [ 73 ]                                                                                 |
| 1957    | Top Secret Affair                       | Phil Bentley               | [ 73 ]                                                                                 |
| 1957    | The Joseph Cotten Show                  | Sr. Bari                   | Serie de televisión, "The Secret of Polanta"                                           |
| 1958    | King Creole                             | Charlie Le Grand           | [ 73 ]                                                                                 |
| 1958    | Alcoa Theatre                           | Don Peters                 | Serie de televisión, "The First Star"                                                  |
| 1958    | No Warning                              | Stephen Chase              | Serie de televisión, "Fingerprints"                                                    |
| 1959    | Flor de mayo                            | Pendergast                 | [ 73 ]                                                                                 |
| 1959–61 | Deadline                                | Narrador, presentador      | Serie de televisión, serie de antología de periódicos sindicados                       |
| 1960    | Alfred Hitchcock presenta               | Vincent Noonan             | Serie de televisión, "Craig's Will"                                                    |
| 1961    | The Asphalt Jungle                      | Alex Meridan               | Serie de televisión, "The Kidnapping"                                                  |
| 1963    | A Child is Waiting                      | Goodman                    | [ 73 ]                                                                                 |
| 1964    | Perry Mason                             | J. J. Pennington           | Serie de televisión, "The Case of the Tragic Trophy"                                   |
| 1964    | Dr. Kildare                             | Dr. Giuseppe Muretelli     | Serie de televisión, "Rome Will Never Leave You"                                       |
| 1965    | The Greatest Story Ever Told            | Questor                    | [ 73 ]                                                                                 |
| 1966    | Perry Mason                             | Cameron Burgess            | Serie de televisión, "The Case of the Avenging Angel"                                  |
| 1966–67 | The Man Who Never Was                   | Paul Grant                 | TV series                                                                              |
| 1967    | A sangre fría                           | Jensen, Reportero          | [ 73 ]                                                                                 |
| 1967–69 | Moby Dick and Mighty Mightor            | Mightor                    | Serie de televisión, serie animada                                                     |
| 1968    | Jigsaw                                  | Simon Joshua               |                                                                                        |
| 1968    | Mannix                                  | Morgan Farrell             | Serie de televisión, "Pressure Point"                                                  |
| 1969    | How to Commit Marriage                  | Willoughby, Attorney       | [ 73 ]                                                                                 |
| 1969    | Ironside                                | Paul Cambridge             | Serie de televisión, "The Prophesy"                                                    |
| 1969    | Misión imposible                        | Jonas Stone                | Serie de televisión, "Mastermind"                                                      |
| 1970    | Carter's Army                           | General Clark              | Película de televisión                                                                 |
| 1970    | The Governor & J.J.                     | Dr. Ed Graham              | Serie de televisión, "And the World Begat the Bleep"                                   |
| 1970    | Gunsmoke                                | Sanders                    | Serie de televisión, "The Cage"                                                        |
| 1971    | The Silent Force                        |                            | Serie de televisión, "The Banker"                                                      |
| 1971    | Audacia es el juego                     | Dr. Rubias                 | Serie de televisión, "L.A. 2017"                                                       |
| 1971    | City Beneath the Sea                    | Barton                     | Serie de televisión                                                                    |
| 1971    | McMillan y esposa                       | Andy Yeakel                | Serie de televisión, "Husbands, Wives and Killers"                                     |
| 1972    | Fabulous Trinity                        | Charles                    |                                                                                        |
| 1972    | The Sixth Sense                         | Dr. Adamson                | Series de televisión, "Whispers of Evil"                                               |
| 1973    | Ironside                                | Ben Hopkins                | Serie de televisión, "Ring of Prayer"                                                  |
| 1973    | The F.B.I.                              | Reese                      | Serie de televisión, "Rules of the Game"                                               |
| 1973    | Columbo                                 | Clifford Paris             | Serie de televisión, "Double Shock"                                                    |
| 1974    | F for Fake                              | Participante especial      | [ 13 ]                                                                                 |
| 1974    | Live A Little, Steal A Lot              | Avery                      | [ 102 ]                                                                                |
| 1974    | Cannon                                  | Lester Cain                | Serie de televisión, "The Hit Man"                                                     |
| 1975    | The Streets of San Francisco            | Nick Lugo                  | Serie de televisión, "Letters from the Grave"                                          |
| 1975    | Muerde la bala                          | J.B. Parker                | Sin acreditar                                                                          |
| 1975    | The Day of the Locust                   | Helverston                 | [ 73 ]                                                                                 |
| 1975    | Murph the Surf                          | Avery                      |                                                                                        |
| 1976    | W.C. Fields and Me                      | Flo Ziegfeld               | [ 73 ]                                                                                 |
| 1977    | The Rockford Files                      | Julius "Buddy" Richards    | Serie de televisión, "Irving the Explainer"                                            |
| 1977    | Noche de estreno                        | David Samuels              | [ 73 ]                                                                                 |
| 1978    | The Dain Curse                          | Anciano                    | Miniserie de televisión                                                                |
| 1978    | La venganza de la pantera rosa          | Julio Scallini             | [ 73 ]                                                                                 |
| 1978    | The Nativity                            | Zacarías                   | [ 107 ]                                                                                |
| 1979    | Lou Grant                               | Kenneth Homes              | Serie de televisión, "Hollywood"                                                       |
| 1981    | S.O.B.                                  | Harry Sandler              | [ 108 ]                                                                                |
| 1981    | Nobody's Perfekt                        | Dr. Segal                  | [ 73 ]                                                                                 |
| 1982    | Tempest                                 | Padre de Phillip           | [ 109 ]                                                                                |
| 1983    | Remington Steele                        | Joseph Barber              | Serie de televisión, "Steele Knuckles and Glass Jaws"                                  |
| 1985    | MacGyver                                | Dr. Carl Steubens          | Serie de televisión, piloto                                                            |
| 2018    | Al otro lado del viento                 | Matt Costello              | Escenas filmadas entre 1970 y 1976                                                     |

### Director, productor
| Año     | Título                | Notas                                                                                   |
| ------- | --------------------- | --------------------------------------------------------------------------------------- |
| 1954–55 | Top Secret            | Serie sindicada de 15 minutos                                                           |
| 1955    | Kings Row             | 3 episodios                                                                             |
| 1955–56 | Warner Bros. Presents | 3 episodios                                                                             |
| 1957    | Meet McGraw           | "The White Rose"                                                                        |
| 1958    | Peter Gunn            | "The Leaper"                                                                            |
| 1959–60 | Intriga en Hawái      | "Secret of the Second Door", "Shipment from Kihei", "The Koa Man", "Stamped for Danger" |
| 1960    | M Squad               | Five episodes                                                                           |
| 1960    | Philip Marlowe        | "Murder is a Grave Affair"                                                              |
| 1960–61 | Michael Shayne        | 8 episodios; producer asociado                                                          |
| 1961–62 | Checkmate             | 6 episodios                                                                             |
| 1962    | The Twilight Zone     | "Little Girl Lost"                                                                      |